# Wolfgang Sauer (Musiker)
Wolfgang Sauer (* 2. Januar 1928 in Elberfeld; † 26. April 2015 in Köln) war ein deutscher Jazz- und Schlagersänger, Pianist, Musiker und Rundfunkmoderator. Er war vor allem in den 1950er Jahren mit Titeln wie Du hast ja Tränen in den Augen, Glaube mir (beide 1954) oder Cindy, oh Cindy (1957) erfolgreich. 

## Leben
Wolfgang Sauer wuchs in Wuppertal auf, wo seine Eltern ein Elektrogeschäft führten. Im Alter von sieben Monaten erkrankte er am Grünen Star; als er schulpflichtig wurde, war er bereits fast erblindet. Er trug eine dunkle Sonnenbrille, die später zu seinem Markenzeichen wurde. 
Mit zwölf Jahren kam er in die Deutsche Blindenstudienanstalt nach Marburg, wo er unter anderem Musikunterricht nahm und Klavier, Chorgesang und Kompositionslehre studierte. Nach dem Zweiten Weltkrieg machte er 1946 das Abitur. Nebenher trat er mit einer Studentenkapelle in amerikanischen Clubs auf, wo er meist Jazzmusik darbot. 1948 hatte Sauer seinen ersten Auftritt im Rundfunk. Da Sauer politischer Journalist und dann Übersetzer werden wollte, studierte er ab 1949 Anglistik und Germanistik an der Universität Köln. In jener Zeit gründete er die No Name Band, ein Jazzensemble, mit dem er 1951 auf Tournee ging.
1952 musste er das Studium aus finanziellen Gründen abbrechen. Er widmete sich wieder der Musik und bekam sein erstes Engagement beim NWDR in Köln in der Sendung Teemusik. Zusammen mit dem Eilemann-Trio durfte er 14-täglich im Radio Musik machen. Ferner produzierte er Rundfunkaufnahmen mit Kurt Edelhagen in Baden-Baden und Erwin Lehn in Stuttgart. 1953 ging er mit Will Glahé auf Tournee und wurde zum „Deutschen Jazzsänger Nr. 1“ gewählt. 
Auf Vermittlung von Nils Nobach erhielt er seinen ersten Plattenvertrag. Für die Electrola nahm er jedoch keine Jazz-Titel, sondern deutsche Schlager auf. Seine ersten Erfolge hießen Eine Melodie geht um die Welt, Du hast ja Tränen in den Augen, Ein kleiner Hund oder Glaube mir, der sich 500.000 Mal verkaufte und zu seinem erfolgreichsten Titel wurde, wenngleich dieses Stück wenige Jahre vorher bereits als Mütterlein von Leila Negra und Rudi Schuricke veröffentlicht worden war.
Dennoch sang Sauer neben seinen Schlagererfolgen auch weiterhin Jazz-Titel. Seine Aufnahme von For You My Love (1955) mit einer Combo um Carlo Bohländer, Werner Dies, Glen Buschmann und Hans Podehl verkaufte sich in der Bundesrepublik Deutschland 30.000 Mal und war damit die erfolgreichste deutsche Jazzplatte. Die Platte Night Train mit dem Orchester Erwin Lehn konnte daran nicht anschließen. Auch führte er 1955 das von Heinz Werner Zimmermann komponierte Geistliche Konzert für Bass, Bariton und Jazz-Orchester auf. Mit Glen Buschmann trat er bis 1958 mehrfach auf dem Deutschen Jazzfestival auf. Sein Jazz-Album Sweet and Swing mit den Orchestern von Paul Kuhn und Berry Lipman aus dem Jahr 1959 verkaufte sich in Australien besser als in Deutschland und wurde 2010 wiederveröffentlicht. Es folgten zahlreiche Tourneen und Gastspiele. Er war bis in die 1980er Jahre Gast als Sänger bei den Konzerten der Jazz-Band Kreisjazzwerkerschaft & Rose Nabinger.
1962 bekam Sauer von Camillo Felgen das Angebot, als Moderator für Radio Luxemburg zu arbeiten; seine Sendung hieß Prominenz am Plattenteller. Es folgten weitere Verpflichtungen bei der Deutschen Welle und beim Deutschlandfunk. 1964 machte er mit Kurt Edelhagen eine Tournee durch die DDR. Ab 1965 spielte er – bis zum Ende des Jahres 2006 – die Überleitungen am Klavier innerhalb der Sendung Wiederhören macht Freude beim Westdeutschen Rundfunk. 1966 vertrat Sauer die Bundesrepublik Deutschland beim Schlagerfestival im polnischen Zoppot mit dem Titel Mädchen ohne Namen. Ende der 1960er Jahre besang er zusammen mit einem Männergesangverein zwei Alben mit Volksliedern.
In den 1970er Jahren hatte sich Sauer als Schlagersänger eher der moderneren Musik verschrieben. In dieser Zeit hatte er einen weiteren Erfolg mit Tango für den Kommissar. Bei diversen Oldiesendungen im Fernsehen sang er jedoch meist seine alten Erfolgstitel wie Ach, man braucht ja so wenig um glücklich zu sein und Cindy, oh Cindy. 1982 ging er mit seinen Gesangskollegen Gerd Böttcher, Rocco Granata und Fred Bertelmann auf Oldie-Tour. Außerdem war Sauer in den 1980er Jahren Stammgast in diversen Unterhaltungssendungen wie Zum Blauen Bock und Melodien für Millionen, in denen er meist seinen größten Hit Glaube mir! sang. Er war später noch gelegentlich im Fernsehen zu sehen. Von März 2007 bis 2010 arbeitete er beim Patientenfunk der Paracelsus-Klinik in Marl und präsentierte dort zweimal im Monat die Sendung Die schönen Zeiten der Erinnerung.
Mit seiner ersten Ehefrau Gisela († 1988), mit der er ab 1954 verheiratet war, bekam er einen Sohn. In zweiter Ehe heiratete er 1992 Ingeborg Nachtsheim († 2012). Wolfgang Sauer starb im April 2015 im Alter von 87 Jahren. Er wurde in Köln im Familiengrab auf dem neuen Rodenkirchener Friedhof beigesetzt.

## Ehrungen und Auszeichnungen
Sauer erhielt zahlreiche Auszeichnungen, darunter das Bundesverdienstkreuz.

## Diskografie

### Alben (Auswahl)
- Musik ist meine Welt
- Die schönen Zeiten der Erinnerung
- My Swinging World
- Memories of Swing
- 1954: Glaube mir
- 1958: Sweet und Swing mit Wolfgang Sauer
- 1965: Kurt Edelhagen – Wolfgang Sauer (Live-Mitschnitt am 16. Juni 1964 im Friedrichstadt-Palast in Ost-Berlin, Amiga)
- 1968: Das alte Lied
- 1969: Eine Melodie geht um die Welt
- 1975: Ich bin da
- 1995: Glaube mir
- 2003: Die Jubiläums-Gala
- 2011: Die großen Erfolge
- 2014: Cindy, oh Cindy – 50 große Erfolge

### Charterfolge in den Singlecharts
| Jahr | Titel                                              | Höchstplatzierung, Gesamtwochen, AuszeichnungChartsChartplatzierungen (Jahr, Titel, , Platzierungen, Wochen, Auszeichnungen, Anmerkungen) | Anmerkungen                                                          |
| Jahr | Titel                                              | DE | Anmerkungen                                                          |
| ---- | -------------------------------------------------- | --- | -------------------------------------------------------------------- |
| 1954 | Du hast ja Tränen in den Augen                     | DE12 (24 Wo.)DE | Erstveröffentlichung: Mai 1954 Charteintritt: 1. Juni 1954           |
| 1954 | Glaube mir                                         | DE5 (12 Wo.)DE | Erstveröffentlichung: Mai 1954 Charteintritt: 1. Juni 1954           |
| 1954 | Eine Melodie geht um die Welt                      | DE9 (8 Wo.)DE | Charteintritt: 1. August 1954                                        |
| 1956 | Ach, man braucht ja so wenig, um glücklich zu sein | DE11 (12 Wo.)DE | Charteintritt: 1. März 1956                                          |
| 1956 | Veni vidi vici                                     | DE13 (8 Wo.)DE | Charteintritt: 1. März 1956                                          |
| 1957 | Cindy, Oh Cindy                                    | DE1 (4 Wo.)DE | Charteintritt: 1. Februar 1957                                       |
| 1957 | Nur weil du bei mir bist                           | DE4 (24 Wo.)DE | Charteintritt: 1. April 1957                                         |
| 1959 | Wenn die Glocken hell erklingen                    | DE7 (20 Wo.)DE | Erstveröffentlichung: September 1959 Charteintritt: 1. November 1959 |

### Weitere Musiktitel (Auswahl)
- 1954: Ein Wunder ist heut für mich gescheh’n
- 1954: So verliebt
- 1954: Ich liebe das Leben
- 1955: Billy Boy (Duett mit Angèle Durand)
- 1956: Ein kleiner Ring aus Gold
- 1957: Warum strahlen heut’ nacht die Sterne so hell
- 1957: Tammy
- 1957: Das ist Calypso
- 1958: Mir geht es gut
- 1958: Liebe im April
- 1958: Serenata d’Amore
- 1959: Ich zähle täglich meine Sorgen
- 1966: Mädchen ohne Namen
- 1966: Gold und Silber und Seide
- 1967: Ich komm’ nie ohne Blumenstrauss zu dir
- 1967: Schön ist die Welt
- 1969: Die schönen Zeiten der Erinnerung
- 1969: Tränen in der Nacht
- 1972: Was wär ich ohne dich
- 1974: Tango für den Kommissar
- 1974: Und trotzdem liebe ich dich
- 1976: Einsatz in Manhattan
- Laß die Welt darüber reden
- Du bist das Glück meines Lebens
- So wie ein Roman
- Deine sprechenden Hände
- 25 Jahre Ehemann
- Hundert bunte Bänder
- Die schönen alten Lieder
- Swing ist in
- Rock’n Roll ist Evergreen